# Vatinae
Sous-famille
Les Vatinae sont une sous-famille d'insectes de la famille des Mantidae (mantes).    

## Dénomination
La sous-famille a été décrite par l'entomologiste suisse Henri de Saussure en 1893 sous le nom de Vatinae.  

### Nom vernaculaire
- Vatinés en français.

## Taxinomie
Liste des tribus et des genres :
- Tribu des Danuriini
  - Ambivia
  - Danuria
  - Danuriella
  - Kishinouyeum
  - Macrodanuria
  - Macropopa
  - Neodanuria
  - Popa
  - Toxodanuria
- Tribu des Heterochaetini 
  - Heterochaeta
- Tribu des Vatini Saussure, 1893
  - Callivates
  - Chopardiella
  - Hagiotata
  - Heterovates
  - Lobovates
  - Phyllovates
  - Pseudovates
  - Vates
  - Zoolea
- Vatinae incertae sedis : espèces éteintes
  - †Lithophotina
  - †Prochaeradodis

### Articles liés
- Mantidae
- Liste des genres et des espèces de mantes